# Pepe (Ngawen)
Pepe is een bestuurslaag in het regentschap Klaten van de provincie Midden-Java, Indonesië. Pepe telt 2807 inwoners (volkstelling 2010).